# 末日之旅
《末日之旅》（英語：The Passage）是美國作家加斯汀·柯羅寧所寫的科幻小說，於2010年7月出版，由藍燈書屋的子公司Ballantine Books發行。《末日之旅》曾經登上《紐約時報》精裝書暢銷榜上第3位，並且於榜上長達7周。末日之旅是末日之旅系列的首部曲，第二部The Twelve英文版已經於2012年推出，第三部The City of Mirrors則預計於2014年推出。整套《末日之旅》系列由藍燈書屋以375萬美元購下北美的發行權，改編成電影三部曲。然而，他們現在將小說改編為一部電視劇。

## 寫作意念
2006年，柯羅寧的女兒叫他寫一本書關於女孩拯救世界，於是他開始構思這本小說，他決定這本書結合多種風格的元素，最為主要的包括恐怖、科幻和幻想。受到他的童年和眾多在民間流傳的吸血鬼故事影響，他又希望書中的吸血鬼像現實中的生物一樣。

## 故事簡介
科學家在遠東發現了一種神秘病毒可以治療人類的絕症，於是帶回美國本土研究。後來這種病毒被發展成軍事用途，聯邦調查局探員華格斯特被委派帶走全國的死囚作研究用途，共有12位死囚被注射病毒。研究單位希望利用少年作臨床實驗，華格斯特被要求將六歲的孤兒艾美帶到研究室，華格斯特在過程中與艾美建立了濃厚的感情，但艾美始終逃不過當實驗品的下場，成為了第13個感染者。一日，12位感染者發難，以超乎常人的體能破壞了實驗室，將病毒傳到整個美國，受感染的人變成了吸血鬼。華格斯特則帶著奇蹟般的艾美走遍天涯，可惜華格斯特最終都死了，只剩下艾美一人。
時間過了一百年，病毒已經籠罩整個美國，倖存的人類過著非人的生活，只能活著擁有大光燈照射的圍牆下，藉此躲避吸血鬼的攻擊。不過，經歷了一百年的老化，電池將無可避免地損耗，這時奇蹟的艾美出現在其中一個人類的殖民地。他們從艾美的身上找到一塊晶片，並解讀到當中要求帶艾美回到研究的軍事基地，於是殖民地組成一支遠征隊出發。遠征隊在目的地前發現了另外一班倖存者，大部分的遠征隊員都跟了另一班倖存者，最後只有彼德和艾美去到軍事基地，並發現只有艾美的血清才能消滅最原始的12個感染者，才能拯救世界。

## 改編作品
在2007年，《末日之旅》尚未完成之前，二十世紀霍士和異形系列導演列尼·史葛的Scott Free Productions以175萬美元購下電影改編權。
Scott Free最終決定將它變為一部電視劇會比較好，並在2016年，為福斯廣播公司將該書的系列改編為試播集。該試播集由Liz Heldens編劇，麥特·李維斯監製。目前，Jason Ensler正在執導試播集，現在尚未清楚何時開始拍攝。馬克-保羅·戈塞拉將飾演Brad Wolgast，而Saniyya Sidney將飾演10歲的Amy Bellafonte。

## 評價
《末日之旅》獲得了大量媒體的正面評價，當中包括《國家郵報》、《出版商周刊》、《今日美國》、《紐約時報》、《洛杉磯時報》及《舊金山紀事報》等。著名科幻小說作家史蒂芬·金也稱讚這本書為兼具奇幻與想像的史詩之作。

## 外部連結
- "Enter The Passage" （页面存档备份，存于），官方網站
- "Find Subject Zero"，官方合作網站
- 末日之旅英國版本
- "Apocalypse Wow" Archive.today的存檔，存档日期2012-05-27，國家郵報上關於“末日之旅”電影版權的細節
- "Literary Novelist Turns to Vampires and Finds Pot of Gold" （页面存档备份，存于），紐約時報，Julie Bosman，2010年6月1日
- "A Journal of the Plague Century: Civilization Goes Viral. Stuff Ensues." （页面存档备份，存于），紐約時報，Julie Bosman，2010年6月1日